# Yvan Quenin
Yvan Quenin   (Mònaco, 1 de març de 1920 - Mònaco, 27 de juliol de 2009) fou un jugador de bàsquet i dirigent esportiu francès que va competir durant la 1940.
El 1948 va prendre part en els Jocs Olímpics de Londres, on guanyà la medalla de plata en la competició de bàsquet. El 1948 jugà 6 partits amb la selecció francesa.
A nivell de clubs jugà a l'AS Monaco, club del qual fou president durant la dècada de 1970. El 1988 fou condecorat amb la insígnia vermella de l'AS Monaco i el 2000 amb l'Orde Nacional del Mèrit en grau de Chevalier.